# Lê Minh Hiền (họa sĩ)
Lê Minh Hiền là một họa sĩ, nhà viết kịch bản phim hoạt hình thuộc thế hệ đầu tiên của điện ảnh Việt Nam. Cùng với Ngô Mạnh Lân, Trương Qua... Ông đã có nhiều đóng góp trong việc gây dựng nền móng cho sự phát triển của ngành điện ảnh nói chung và Doanh nghiệp quốc gia chiếu bóng và chụp ảnh Việt Nam cũng như hoạt hình Việt Nam nói riêng.

## Sự nghiệp
Lê Minh Hiền là họa sĩ Việt Nam đầu tiên được đào tạo bài bản ở nước ngoài (Liên Xô) để rồi về nước xây dựng những thước phim hoạt hình thấm đượm bản sắc Việt.
Vào năm 1959, cùng với ê-kíp hoạt hình của hãng Soyuzmultfilm (Liên Xô), Lê Minh Hiền đã tham gia viết kịch bản cho bộ phim hoạt hình dựa theo câu chuyện dân gian Việt Nam Cóc kiện trời, mang tên Trời sắp mưa. Cũng trong năm này, Hãng phim hoạt hình Việt Nam bắt tay vào thực hiện bộ phim hoạt hình đầu tiên: Đáng đời thằng Cáo.

### Phim đã thực hiện
- Trời sắp mưa (1959)
- Đáng đời thằng Cáo (1960)

## Quan điểm
Bộ phim Đáng đời thằng Cáo ra mắt năm 1960 của đã đánh dấu cột mốc quan trọng trong sự hình thành và phát triển của Hoạt hình Việt Nam. Lê Minh Hiền phát biểu: 
| “                                                                | Nếu chúng ta ví ngành hoạt họa của chúng ta là một đóa hoa thì đóa hoa ấy không bao giờ tàn, nếu là một ngọn lửa thì ngọn lửa đó không bao giờ tắt. Đóa hoa tươi mãi, ngọn lửa cháy mãi không phải vì có phép lạ mà là do nhiệt tình và sự góp công xây dựng của chúng ta. Dưới sự lãnh đạo của Đảng, ngành hoạt họa của chúng ta sẽ sống mãi với thời gian! | ” |
| — Lê Minh Hiền, Diễn văn khai mạc lớp thực tập hoạt họa năm 1959 | |   |